# Paracyathus darwinensis
Paracyathus darwinensis är en korallart som beskrevs av Stephen D. Cairns 2004. Paracyathus darwinensis ingår i släktet Paracyathus och familjen Caryophylliidae. Inga underarter finns listade i Catalogue of Life.